# Samter-Trias
Als Samter-Trias (benannt nach Max Samter; auch Samter-Syndrom, Morbus Samter oder Morbus Widal genannt) bezeichnet man eine Unverträglichkeitsreaktion nach der Einnahme von Acetylsalicylsäure (ASS, Aspirin) oder anderen nichtsteroidalen Antiphlogistika (NSAR).

## Definition
1922 beobachteten Georges Fernand Isidore Widal und Kollegen, dass die ASS-Unverträglichkeit sehr häufig gemeinsam mit nasalen Polypen und Asthma bronchiale auftritt. Sie bezeichneten dieses Syndrom als Aspirintrias. Die Samter-Trias (Sinusitis, nasale Polypen, Asthma bronchiale) ist jedoch nicht auf ASS beschränkt. Die Symptome treten auch bei der Einnahme anderer nichtsteroidaler Antiphlogistika auf, weswegen auch die Bezeichnung Analgetikaintoleranz verwendet wird.
Heute wird das Samter-Syndrom diagnostiziert, wenn das Asthma-Analgetika-Syndrom mit vasomotorischer Rhinitis (Rhinitis vasomotorica), Sinusitis (Nasennebenhöhlenentzündung) und nasaler Polyposis (Polyposis nasi) assoziiert ist. Die Samter-Trias wird dagegen beschrieben als ein nicht atopisches und nicht intrinsisches Asthma bronchiale mit einer begleitenden hyperplastischen Rhinosinusitis mit nasaler Polyposis und eventuell zusätzlich drittens mit einer Intoleranz von Azetylsalizylsäure.
Patienten mit Samter-Trias haben mit der Standardtherapie der Sinusitis eine deutlich erhöhte Rezidivneigung.

## Häufigkeit
Bei Asthmatikern beträgt der Anteil der Patienten mit ASS-Intoleranz etwa 8 bis 20 %, bei Patienten mit Nasenpolypen etwa 6 bis 15 %.

## Pathomechanismus
Der diesem Syndrom zugrundeliegende Pathomechanismus ist noch unverstanden. Die Immunpathologie in Bronchialbiopsien und im Sputum ist wahrscheinlich mit der Immunpathologie eines allergischen Asthmas identisch. Es wird eine genetische (erbliche) Prädisposition vermutet.

## Diagnostik
Durch Anamnese ist die Diagnose von Unverträglichkeitsreaktionen auf ASS oder Analgetika schwierig zu stellen, da oft gleichzeitig ein Infekt besteht.
Hinweise auf eine Samter-Trias ergeben sich aus:
- Asthmaanfälle nach Einnahme von Schmerzmitteln
- Chronische Nasenenge / Polyposis / Pan-Sinusitis

Hauttests sind zur Diagnostik ungeeignet. Auch ist der Nutzen von Laboruntersuchungen noch nicht abschließend beurteilbar. Nasale Provokationstestungen unter Krankenhausbedingungen werden teilweise angewendet. An Zentren kann die orale oder bronchiale Provokation mit ASS als Test erwogen werden.

## Differenzialdiagnose
Ein pseudoallergisches Asthma (auch: Acetylsalizylsäure-Asthma) kann durch drei Substanzgruppen ausgelöst werden:
- Acetylsalicylsäure und andere nicht-steroidale Antiphlogistika,
- Tartrazin und andere Farbstoffe sowie Konservierungsmittel und andere Beimengungen in Lebensmitteln und in Genussmitteln und
- Röntgenkontrastmittel.[8]

## Therapie
Als eine neuere unterstützende Therapie steht die adaptive Desaktivierung zur Verfügung. Hierzu nimmt man nach Einstellung durch den Arzt dauerhaft Acetylsalicylsäure ein und kann so erfolgreich der Polypenneubildung entgegenwirken.